# هنس‌بروک
هنس‌بروک (به هلندی: Hensbroek) یک منطقهٔ مسکونی در هلند است که در کوخن‌لاند واقع شده‌است. هنس‌بروک ۷۵۸ نفر جمعیت دارد.